# مجلس الوزراء الكويتي 1975
مجلس الوزراء الكويتي 1975 أو الحكومة الكويتية الثامنة أو حكومة جابر الأحمد الرابعة هي الوزارة رقم 8 في تاريخ دولة الكويت منذ الاستقلال عام 1961 م، تشكّلت في تاريخ 9 فبراير 1975 م، برئاسة ولي العهد الكويتي - آنذاك - الشيخ جابر الأحمد الجابر الصباح، واستمرت حتى 29 أغسطس 1976 م.

## أعضاء مجلس الوزراء
- رئيس الوزراء: جابر الأحمد الصباح
- نائب رئيس مجلس الوزراء ووزير الإعلام: جابر العلي السالم الصباح
- وزير التربية: جاسم خالد داود المرزوق
- وزير الإسكان: حمد مبارك العيار
- وزير الأشغال العامة: حمود يوسف النصف
- وزير الشؤون الاجتماعية والعمل: سالم صباح السالم الصباح
- وزير الداخلية ووزير الدفاع: سعد العبد الله السالم الصباح
- وزير المواصلات: سليمان حمود الزيد الخالد
- وزير الخارجية: صباح الأحمد الجابر الصباح
- وزير المالية: عبد الرحمن سالم العتيقي
- وزير الصحة العامة: عبد الرحمن محمد عبد الله العوضي
- وزير الدولة لشؤون مجلس الوزراء: عبد العزيز حسين
- وزير العدل ووزير الأوقاف والشؤون الإسلامية: عبد الله إبراهيم المفرج
- وزير الكهرباء والماء: عبد الله يوسف أحمد الغانم
- وزير النفط: عبد المطلب الكاظمي
- وزير التجارة والصناعة: عبد الوهاب يوسف النفيسي